# كروان مائي
الكروان المائي (الاسم العلمي: Burhinus vermiculatus)، هي نوع من طيور كروان الحصى. يتواجد في قارة أفريقيا. ويتواجد بالقرب من برك المياه والمستنقعات.

## الانواع الفرعية
للكراون المائي نوعين فرعيات
- بورهينوس فيرميكولاتوس فيرميكولاتوس تنتشر اكثر في الكنغو صومالية وجنوب افريقيا.
- بورهينوس فيرميكولاتوس بويتيكوفيري ينتشر في الغابون وليبريا.